# Người Tiều (Việt Nam)
Người Tiều là cách gọi người người Triều Châu, là bộ phận người Hoa xuất xứ từ Triều Châu, Trung Quốc, đến định cư sinh sống ở Việt Nam. Người Tiều chiếm số đông trong cộng đồng di dân Trung Hoa. Người Hoa Triều Châu tập trung sinh sống đông đúc ở Chợ Lớn, ngoài ra còn tập trung sinh sống ở Sóc Trăng, Trà Vinh, Hậu Giang, Bạc Liêu, Hà Tiên (Kiên Giang).
Trên toàn thế giới, người Tiều hiện nay có dân số khoảng 25 triệu và có mặt tại hơn 40 quốc gia.

## Giới thiệu

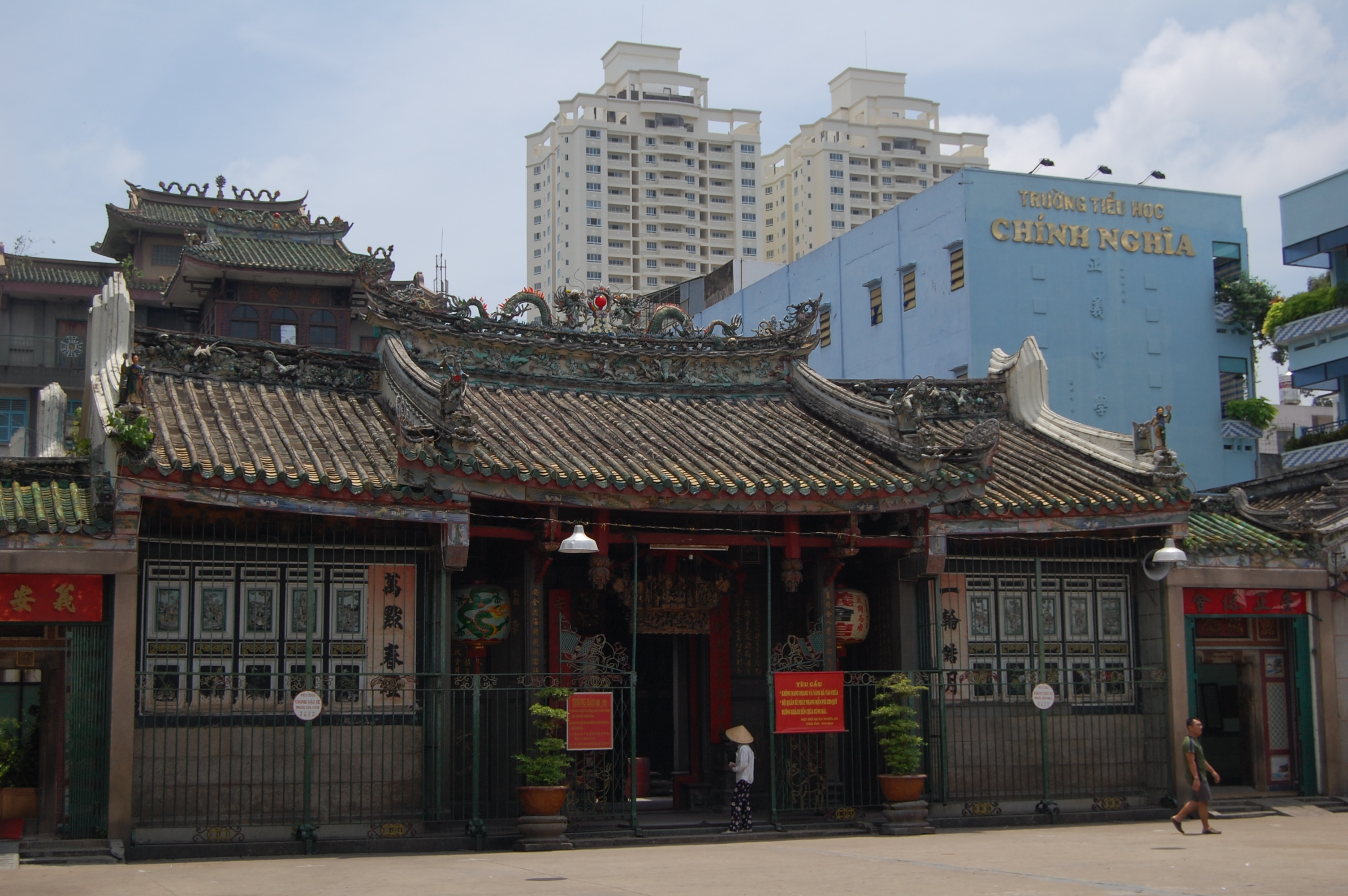
Hội quán Nghĩa An, Thành phố Hồ Chí Minh

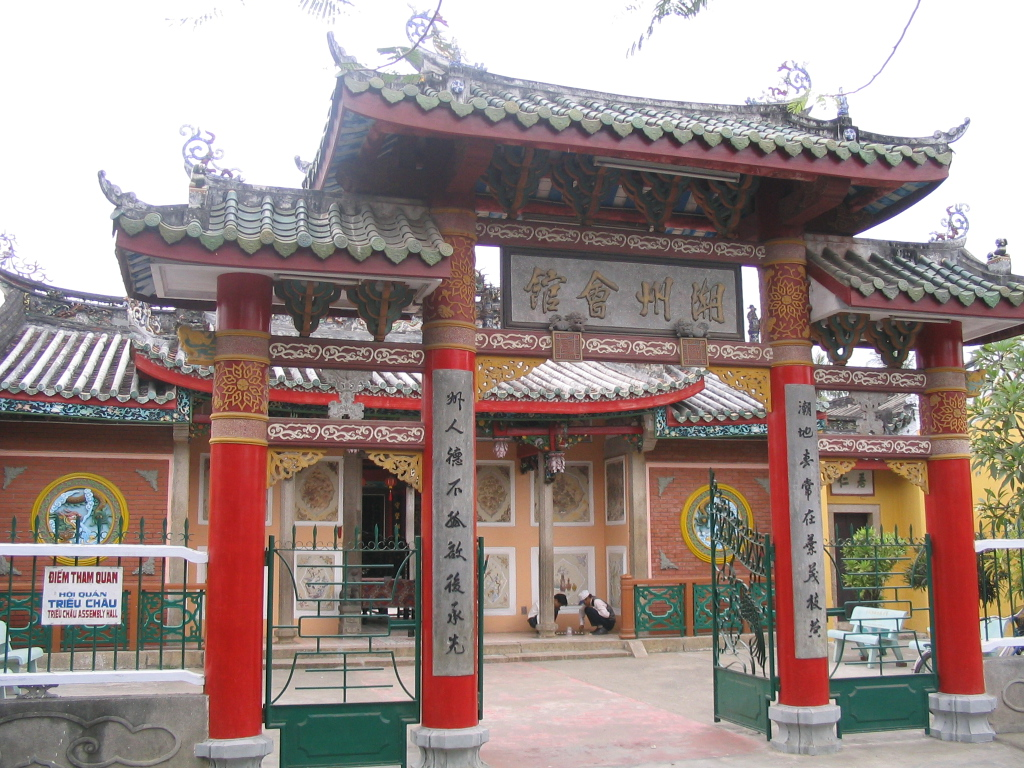
Hội quán Triều Châu, Hội An.

Theo tư liệu, người Hoa di cư đến đàng Trong từ thế kỷ 17. Khi nhà Nguyễn ban hành quy chế thành lập các Bang Hoa Kiều, người Hoa sinh sống ở Việt Nam có tất cả là 7 bang, đã có 1 bang của người Tiều, (bên cạnh 6 bang khác là: Quảng Triệu (còn gọi là Bang Quảng Đông), Khách Gia, Phước Kiến, Phước Châu, Hải Nam và Quỳnh Châu).
Dân Tiều thường mang họ Trần, Trương, Lý, Lâm, Mã, Quách, Tạ, Trầm, Nhiêu, Huỳnh ... Người Tiều ở Nam Bộ sống chan hòa với cộng đồng người Việt và Khmer. Họ hòa nhập cùng các lễ tục của cộng đồng nhưng vẫn giữ nét văn hóa cổ truyền của dân tộc mình.
Cũng như các nhóm Mân khác như người Phúc Kiến, doanh nhân Tiều rất giỏi làm giàu nên thành đạt và đóng góp tài lực dồi dào cho xã hội. Có thời, những ngai "vua" trong các ngành nghề kinh doanh ở Chợ Lớn đều do người Tiều nắm giữ.
Người Tiều có ngôn ngữ mẹ đẻ là tiếng Tiều. Người Tiều nói riêng cùng với cộng đồng người Hoa kiều nói chung có nền văn hóa nghệ thuật phát triển rất phong phú, đặc sắc, mang đậm nét Trung Hoa truyền thống. Trong đó, hát tiều là thể loại ca kịch độc đáo vẫn được bảo tồn, phát triển.
Tại Việt Nam, ẩm thực của người Tiều phong phú và đặc sắc với nhiều món ăn đã thành danh và được người dân yêu chuộng như xá bấu (chai por), phá lấu (lou mei), cháo Tiều, bột chiên (chai tau kueh), bò pía, hủ tiếu Hồ (kway chap), hủ tiếu (kway teow), chè hột gà nấu đường, bánh lá liễu...
Người Tiều cũng như các cộng đồng người Hoa khác có các hội quán, không chỉ là nơi có ý nghĩa về tín ngưỡng mà còn là nơi sinh hoạt gặp gỡ của cộng đồng như Hội quán Triều Châu (chùa Ông Bổn) tại Hội An được người Tiều xây dựng vào năm 1845, làm nơi sinh hoạt cộng đồng và tín ngưỡng khi đến Hội An sinh sống; Hội quán Nghĩa An tại quận 5, Thành phố Hồ Chí Minh không chỉ là nơi chiêm bái của người Tiều ở vùng Chợ Lớn, mà còn là một công trình có giá trị về kiến trúc và nghệ thuật ở nửa cuối thế kỷ 19 - đầu thế kỷ 20.

## Người Tiều nổi tiếng
- Quách Đàm (1863-1927) tên thật là Quách Diệm, là thương gia giàu có, và là người có công xây dựng nên chợ Bình Tây.
- Bảy Viễn (1904-1972) tên thật là Lê Văn Viễn, là thủ lĩnh của Lực lượng Bình Xuyên kiêm Tổng trấn Sài Gòn-Chợ Lớn.
- Năm Cơ (1919-1980) tên thật là Dương Văn Cơ, là danh cầm cổ nhạc miền Nam Việt Nam nổi tiếng trước 1975. Ông đã có công đóng góp rất lớn vào sự phát triển tiến bộ của nền âm nhạc cổ truyền miền Nam Việt Nam.
- Trần Thành (doanh nhân) (1920s-?) là doanh nhân giàu có, được biết đến là người sáng lập nên công ty Thiên Hương, doanh nghiệp sản xuất thương hiệu bột ngọt Vị Hương Tố và mì ăn liền Vị Hương.
- Trường Vũ (Sinh ngày 25 tháng 2 năm 1963) tên thật là Huỳnh Văn Ngoảnh, là nam ca sĩ hải ngoại Việt kiều Mỹ gốc Hoa nổi tiếng về dòng nhạc vàng Việt Nam.
- Lam Trường (Sinh ngày 14 tháng 10 năm 1974) tên đầy đủ là Tiêu Lam Trường, là ca sĩ và diễn viên nồi tiếng người Việt gốc Hoa.
- Trấn Thành (Sinh ngày 05 tháng 02 năm 1987) tên đầy đủ là Huỳnh Trấn Thành, là nam diễn viên, nghệ sĩ hài, người dẫn chương trình truyền hình, doanh nhân kiêm nhà làm phim thương mại thành công nhất trong lịch sử Việt Nam
- Mai Tài Phến (Sinh ngày 25 tháng 5 năm 1991) tên thật là Mai Đại Bình, là nam diễn viên người Việt gốc Hoa
- Trần Trinh Trạch (đại điền chủ) một trong những người giàu nhất Việt Nam đầu thế kỷ XX, cha của công tử Bạc Liêu Trần Trinh Huy
- Trịnh Vĩnh Bình (doanh nhân) - Vua giò chả Châu Âu
- Tăng Minh Phụng (doanh nhân) - được coi là người giàu nhất Việt Nam thập niên 90 thế kỷ XX, tử hình trong vụ án EPCO - Minh Phụng
- Trầm Bê (doanh nhân) - người sáng lập Ngân hàng Phương Nam
- Đặng Văn Thành (doanh nhân) - người sáng lập Ngân hàng TMCP Sài Gòn - Thương Tín, công ty đường Thành Thành Công
- Trương Mỹ Lan (doanh nhân) - tên thật là Trương Muội (張妹), là một nữ doanh nhân kiêm tỉ phú người Việt gốc Hoa. Bà là người sáng lập và hiện là Chủ tịch Hội đồng quản trị Công ty cổ phần Tập đoàn Vạn Thịnh Phát. Gia tộc của bà là một trong những gia tộc giàu có nhất Việt Nam
- David Trần (doanh nhân) tỷ phú Mỹ, sáng lập Huy Fong Foods, một trong những hãng sản xuất tương ớt Châu Á lớn nhất
- Negav (sinh ngày 12 tháng 4 năm 2001) - tên thật là Đặng Thành An, là nam Rapper người Việt gốc Hoa.